# برادران و خواهران (ترانه)
«برادران و خواهران» (به انگلیسی: Brothers & Sisters) نام نخستین آهنگ منتشر شده گروه کلدپلی است. این آهنگ در آلبوم امنیت نیز قرار داشت. این آهنگ توانست در جدول موسیقی تک‌آهنگ‌های بریتانیا در سال ۱۹۹۹ به رتبه ۱۰۷ برسد.

## فهرست آهنگ‌ها
1. ‎«Brothers & Sisters» – ۴:۰۵‎
2. ‎«Easy to Please» – ۳:۰۱‎
3. ‎«Only Superstition» – ۳:۴۸‎